# Glicosaminoglicano
Glicosaminoglicanos, também chamados glucosaminaglicanos, glicosaminoglicanas ou mucopolissacarídeos são polímeros lineares longos, não flexíveis e com cadeias não ramificadas, e têm como base unidades dissacarídicas repetidas. Um dos monossacarídeos que compõem os dissacarídeos é sempre a N-acetilglicosamina ou a N-acetilgalactosamina. Outro monossacarídeo é, na maioria dos casos, um ácido urônico. 
As unidades dissacarídicas são formadas por uma hexosamina (açúcar de seis carbonos com grupo amina, como a N-acetilglicosamina) ligada a um monossacarídeo não nitrogenado (em geral um ácido urônico).

## Funções
São componentes fundamentais na Matriz extracelular, nos tecidos conjuntivos, cumprindo várias funções. Todos possuem abundância de grupos aniônicos, o que lhes proporciona grande afinidade com a união de íons como sódio e água, o que condiciona sua grande capacidade higroscópica, e tendem a ocupar grande volume. Estes glicoconjugados participam em numerosas funções celulares, além de oferecer um meio pericelular hidratado. Formam géis com poros de tamanho variável, que atuam como filtros que regulam a passagem de moléculas através do espaço extracelular; fixam fatores tróficos, permitem a formação de gradientes de moléculas quimiotáticas, e absorvem moléculas-sinal para uma diversidade de funções celulares, bloqueiam e estimulam ou guiam a migração e dispersão celular através da MEC.
Em algumas GAG's, uma ou mais hidroxilas do açúcar aminado estão sulfatados, o que dá aos glicosaminoglicanos uma alta densidade de cargas negativas. Sendo negativas, atraem cátions como o Na+, líquido tissular, e permite resistência a forças de compressão, além de torná-la um excelente lubrificante para as articulações.
Uma GAG não sulfatada, o Ácido hialurônico, forma soluções altamente viscosas e claras que funcionam como lubrificantes nas articulações, compõem a matriz da cartilagem e dos tendões - conferindo-lhe elasticidade e resistência a tensão. Algumas bactérias patogênicas liberam uma enzima chamada hialuronidase, que quebra o ácido hialurônico para facilitar sua mobilidade através da MEC. Também é liberada pelo acrossoma do espermatozoide, para que este ultrapasse a corona radiata do ovócito.

## Localização e Classificação
- Ácido hialurônico: Não sulfatada. Encontrado no tecido conjuntivo, líquido sinovial, cartilagem e derme.
- Queratan Sulfato: Sulfatada. Encontrada na cartilagem, córnea, e disco intervertebral.
- Heparan Sulfato: Sulfatado. Encontrado em vasos sanguíneos, pulmão, e lamina basal.
- Heparina: Sulfatada. Encontrada nos grânulos dos mastócitos, fígado, pulmão e pele.
- Condroitino 4 Sulfato: Sulfatada. Encontrada na cartilagem, ossos, córnea e vasos sanguíneos.
- Condroitino 6 Sulfato: Sulfatada. Encontrada nas cartilagem, geléia de Wharton, e vasos sanguíneos.
- Dermatan Sulfato: Sulfatada. Encontrada nas válvulas cardíacas, pele e vasos.

Os glicosaminaglicanos sulfatados se encontram normalmente unidos a uma proteína central para formar proteoglicanos, agrupando-se em estruturas de grande tamanho.